# Jedzbark

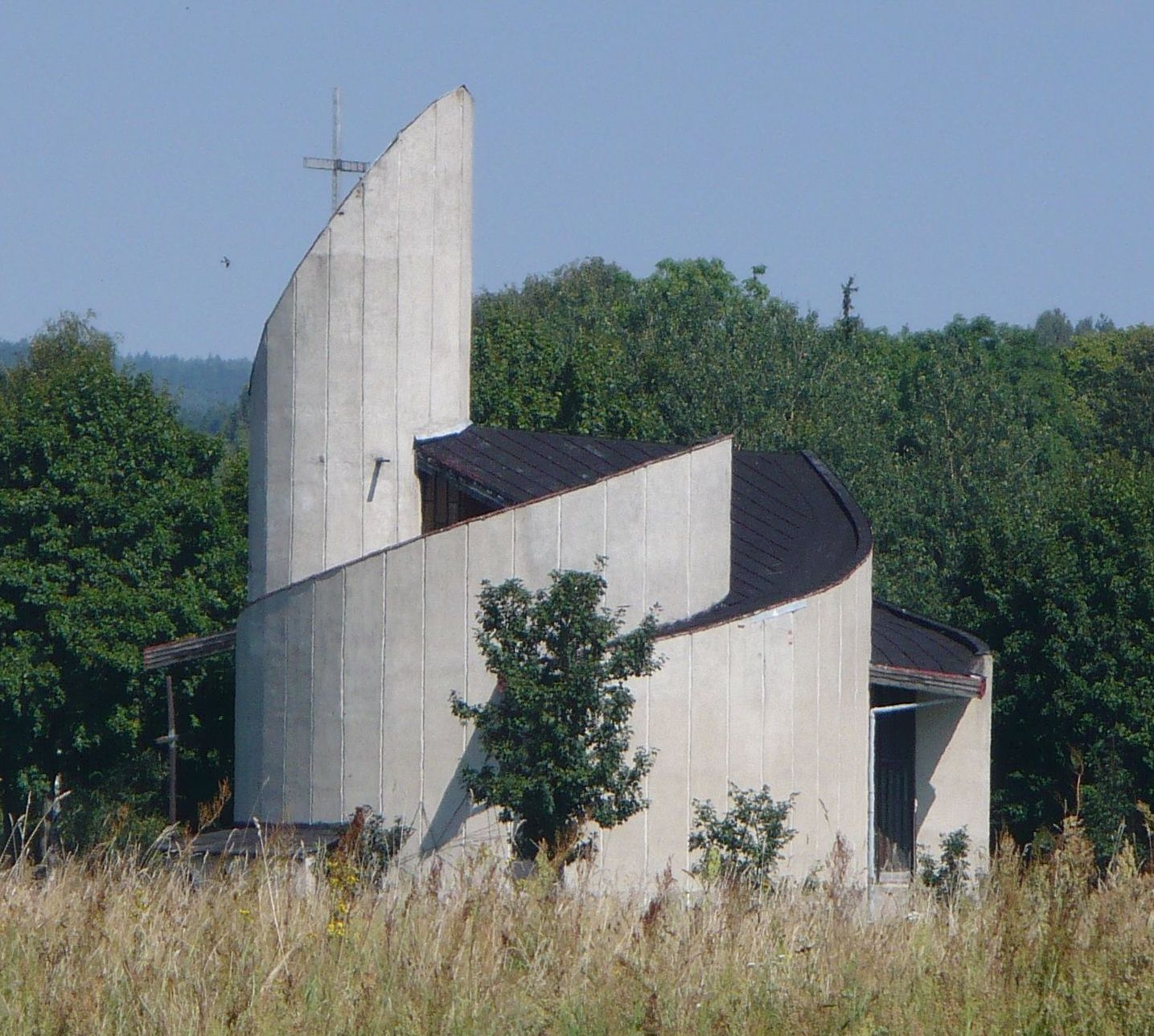
Kościół w Jedzbarku

Jedzbark (dawniej Jecpark, niem. Hirschberg) – wieś w Polsce położona w województwie warmińsko-mazurskim, w powiecie olsztyńskim, w gminie Barczewo.
W latach 1954–1959 wieś należała i była siedzibą władz gromady Jedzbark, po jej zniesieniu w gromadzie Barczewo. W latach 1975–1998 miejscowość administracyjnie należała do województwa olsztyńskiego.
Wieś na Warmii, położona w krajobrazie pagórkowatym. We wsi i okolicy są liczne zadrzewienia śródpolne i aleje z drzewami przydrożnymi. W Jedzbarku jeszcze w początkach XIX wieku istniał zamek biskupi (otoczony wodą oraz sąsiadujący przygródek), który zaliczany był do najpiękniejszych na Warmii.
Dawniej przez wieś płynęła duża rzeka, po której obecnie pozostało wyschnięte koryto. Dawni mieszkańcy trudnili się rolnictwem, flisactwem oraz łowiectwem. Dziś w miejscu dawnego koryta rzeki znajdują się uprawne pola, łąki, ogródki działkowe. Po obu stronach dawnego koryta rzeki stoją w luźnej zabudowie budynki gospodarcze, a inne wraz ze świątynią usytuowane po okolicznych pagórkach.

## Historia
Dawniej na jednym ze wzgórz otaczających wieś, znajdował się drewniany gród obronny. Dlatego wzgórze nazywano Palistką (od drewnianej palisady). W pobliżu jeziora odkryto kilka kurhanów, wzniesionych przez Prusów. Badania archeologiczne wskazują, że osadnictwo pruskie w okolicy Jedzbarka należało do jednych z ostatnich śladów materialnych dawnych Prusów na tych ziemiach. Inne źródła lokują w Jedzbarku grodzisko średniowieczne na pagórku zwanym "Palistka" lub "Zamkową Górą", w południowo-zachodniej części osady. Na tym miejscu, po zniszczeniu grodziska, biskupi warmińscy wznieśli niewielki drewniany zamek zamek obronny określany w dokumentach jako castrum Hirsberg.
Wieś lokowana na prawie chełmińskim 12 marca 1364 r. przez  biskupa warmińskiego Jana Stryprocka, kiedy to Jan Stebin otrzymał 10 łanów przy zamku "Hirschberg" oraz 10 morgową łąkę, położoną między rzekami: Sirwinthen i Urdinghenen, z prawem połowu ryb w jeziorze Raxow. Jan Stebin zobowiązany był do jednej służby zbrojnej. Jednocześnie biskup tego samego dnia wystawił dokument nadający Prusom: Toleclausowi, Hermanowi, Rodeleowi, Dowilowi, Glandiemowi, Retaweowi, Robandeowi, Kotulneowi i Caminowi po 4 łany (każdemu) ziemi na prawie pruskim, znajdującej się w pobliżu zamku Hirschberg, z obowiązkiem jednej służby zbrojnej (stawienia się na wojnę w zbroi). Natomiast Prusowie: Muselith, Pomere, Cuneco i Martin (bracia), Seloden, Ustiothe, Rickeli, Hanken (ich stryjowie) otrzymali łącznie 8 łanów na prawie pruskim z obowiązkiem dwóch służ zbrojnych (od całości nadania 8 łanów).
W 1381 niejaki Jakub otrzymał nadanie na 2 łany oraz prawo zbudowania młyna "z jednym kołem". W 1416 r. i 1422 ponawiano lokację wsi, zniszczonej po wojnie polsko-krzyżackiej (zwanej wojna głodową). W 1483 r. biskup warmiński Mikołaj Tungen zapisał wsi 60 łanów na prawie chełmińskim.
Dawna wieś Jedzbark była uważana za bogatą i ludną, liczyła 600 osób i posiadała swój Urząd Stanu Cywilnego, który mieścił się na końcu wsi, nad jeziorem Ar u gospodarza o nazwisku Angryka. Począwszy od końca XVIII wieku we wsi istniała szkoła, a pod koniec XIX wieku funkcjonowała bibliotekę ludową. We wsi znajduje się pomnik z dwumetrową rzeźbą Chrystusa, upamiętniający poległych na frontach I wojny światowej. Ich nazwiska widnieją na płycie pomnika.
W styczniu 1945 roku przez miejscowość kilkakrotnie przechodził front. 22 stycznia i kolejne dni były najtragiczniejsze dla jej mieszkańców. Wkraczający Rosjanie rozstrzelali wielu mieszkańców. Mogiły ofiar oraz poległych żołnierzy niemieckich umiejscowiono przy krzyżu na rozstaju dróg obok boiska szkolnego. Według ocen ówczesnych mieszkańców na cmentarzu spoczywa około 50 osób. Inne zapisy widnieją w księdze zmarłych barczewskiej parafii. Ostatecznie Rosjanie zdobyli Jedzbark 26 stycznia 1945 roku. Po tej dacie wielu mieszkańców Jedzbarka zostało wywiezionych w głąb Rosji. Inni ostatecznie wyjechali do Niemiec.
Po wojnie Jedzbark nie miał własnej kaplicy. Dopiero w 1961 roku za sprawą ks. Huberta Meika urządzono kaplicę w domu prywatnym. 12 września 1973 roku biskup Józef Drzazga wydał zgodę na budowę kaplicy w Jedzbarku. W maju 1974 z inicjatywy księdza Bronisława Kuculisa wmurowano kamień węgielny pod nową kaplicę o wyjątkowo nowatorskiej bryle architektonicznej. Kaplicę o zewnętrznym kształcie rotundy, ze ściętą ukośnie wieżą usytuowano na wzgórzu. Układ centralny wnętrza kościoła z nachyloną amfiteatralnie, pod kątem, posadzka stwarza doskonałą widoczność ołtarza przez wszystkich zgromadzonych wiernych. Pierwszą Mszę św. odprawiono 25 grudnia 1982. 25 lipca 1989 kaplica pw. św. Antoniego stała się kaplicą filialną parafii św. Andrzeja Apostoła w Barczewie.
Obok kaplicy w dniu 14 października 2001 roku z inicjatywy działaczy Związku Byłych Mieszkańców Powiatu Olsztyńskiego, oraz przy wsparciu władz samorządowych Gminy Barczewo odsłonięto kamień upamiętniający ofiary wojny i przemocy.

## Zabytki
- Kaplica, wybudowana w 1974 r. Wyposażeniem kaplicy jest nowe z wyjątkiem małego barokowego dzwonu z 1710.
- W centrum wsi stoi dwukondygnacyjna kapliczka z małym dzwonem i wiele mniejszych kapliczek i krzyży, które wystawiono jako wotum dziękczynne.
- Do zabytków zaliczyć można znajdujące się we wsi pomniki związane z I wojną światową oraz cmentarze wojenne z okresu II wojny światowej.
- Grodzisko "Palistka" w postaci niewielkiego wzgórza na południe od wsi. Po raz pierwszy był wzmiankowany w 1364 roku, należał do biskupów warmińskich i mógł zabezpieczać Barczewo[3]. Przypuszczalnie był to niewielki drewniany dwór. Obiekt pojawia się po raz pierwszy w zapiskach źródłowych w 1364 r. jako castrum Hirsberg[3]. Zamek miał charakter wyłącznie strażnicy, bez obecności komornika i innych urzędów[3]. Przykładowo z 1381 r. wspomina je jako prope castrum Hirsberg. Po raz ostatni zamek wymieniono w 1422 roku[3].

## Układ wsi i budynki
Najczęstszy kształt działki to prostokąt odwrócony dłuższym bokiem prostopadle lub równolegle do drogi. Wielkość działek waha się od 1000 m² do 2500 m². Występują trzy typy działek. Budynki mieszkalne we wszystkich typach działek mogą być usytuowane prostopadle, elewacją boczną do drogi oraz równolegle, elewacją frontową do drogi. Wszystkie znajdują się blisko drogi. Wejścia na posesję we wszystkich przypadkach znajdują się od strony drogi, natomiast wejścia do budynku mieszkalnego usytuowane są od strony podwórza, tylko w trzecim typie od drogi.
- W typie pierwszym znajduje się tylko budynek mieszkalny stojący równolegle do drogi lub z budynkiem gospodarczym znajdującym się w tylnej części działki (równolegle), bądź budynek mieszkalny i gospodarczy znajdują się po przeciwnych stronach działki.
- W typie drugim budynek mieszkalny usytuowany jest prostopadle do drogi, a budynek gospodarczy równolegle do drogi lub w drugim wariancie budynek mieszkalny stoi równolegle do drogi i występują trzy budynki gospodarcze (dwa za budynkiem mieszkalnym, równolegle do niego i jeden prostopadle do drogi).
- W typie trzecim budynek mieszkalny ustawiony jest równolegle do drogi. W drugim wariancie występuje budynek mieszkalny i trzy budynki gospodarcze. Zamyka w ten sposób działkę z czterech stron tworząc w środku dziedziniec.

W układzie funkcjonalnym występuje: ogród ozdobny, przedogródek (przed wejściem do domu lub między drogą a budynkiem mieszkalnym) oraz ogród warzywny (w różnych częściach działki).
Budynki mieszkalne zbudowane z czerwonej cegły, w tak zwanym stylu pruskim, z dachem dwuspadowym pokrytym dachówką ceramiczną. Nad otworami okiennymi i drzwiowymi występują charakterystyczne i dekoracyjne łuki, wykonane z czerwonej cegły. W budynkach gospodarczych dach jest dwuspadowy, pokryty dachówką ceramiczną, deski ułożone poziomo. Drzwi są drewniane. Stodoła zazwyczaj bez podmurówki.

## Ludzie związaniu z miejscowością
- Józef Krakor, działacz warmiński, bibliofil, propagator szkolnictwa i czytelnictwa;
- Wiktor Krakor, ksiądz pallotyn;
- Johann Bischoff, brał czynny udział w plebiscycie w 1920 roku
- Kazimierz Kozłowski, nauczyciel, który w 1956 roku przy miejscowej szkole reaktywował harcerstwo.